# Dîmîrivka, Prîlukî
Dîmîrivka (în ucraineană Димирівка) este un sat în comuna Biloriciîțea din raionul Prîlukî, regiunea Cernihiv, Ucraina.

## Demografie
Componența lingvistică a localității Dîmîrivka
     Ucraineană (97,22%)
     Rusă (2,78%)
Conform recensământului din 2001, majoritatea populației localității Dîmîrivka era vorbitoare de ucraineană (97,22%), existând în minoritate și vorbitori de rusă (2,78%).